# Halobacterium
A Halobacterium a Halobacteriaceae családba tartozó archea nem.
Aerob anyagcseréjűek melynek szüksége van a környezet magas sókoncentrációjához mivel alacsony sókoncentrációnál nem működik sok fehérjéjük. Sejtfala jelentősen eltér a baktériumok sejtfalától. Pálcika vagy gömb alakúak és piros vagy lila színűek. Aminosavakkal nőnek aerob körülmények között. Bináris hasadással szaporodnak és mozgékonyak. A legjobban 42 °C-on nőnek. A Halobacterium NRC-1 genomja 2 571 010 bázispárt tartalmaz, egy nagy kromoszómából és két kisebb plazmidból áll áll: a nagy kromoszóma 2 014 239 bázispár; a két kisebb plazmidból az egyik 191 346 bázispár, a másik 365 425 bázispár hosszú. Fajai megtalálhatóak a Nagy-sóstóban, a Holt-tengerben, a Magadi-tóban, és a többi magas sókoncentrációjú vizekben. A lila Halobacterium fajok színüket a bakteriorodopszinnak köszönhetik ami egy fényérzékeny fehérje, és kémiai energiát termel, napfény használatával protonokat pumpál ki a sejtből. A keletkezett sejtmembránon átmenő proton gradienst használja az energiahordozó ATP szintézisének meghajtásához. Így mikor ezek a protonok visszaáramlanak ATP szintézisére használják őket (ez a proton áramlat képes versenyezni a sejten kívüli pH csökkenésével). A bakteriorodopszin kémiailag nagyon hasonlít a gerincesek retinájában megtalálható fényérzékelő pigmenthez a rodopszinhoz.

## Halobacterium fajok
- Halobacterium cutirubrum > Halobacterium salinarum
- Halobacterium denitrificans > Haloferax denitrificans
- Halobacterium distributum > Halorubrum distributum
- Halobacterium halobium > Halobacterium salinarum
- Halobacterium jilantaiense
- Halobacterium lacusprofundi > Halorubrum lacusprofundi
- Halobacterium mediterranei > Haloferax mediterranei
- Halobacterium noricense
- Halobacterium pharaonis > Natronomonas pharaonis
- Halobacterium piscisalsi
- Halobacterium saccharovorum > Halorubrum saccharovoru
- Halobacterium salinarum
- Halobacterium sodomense > Halorubrum sodomense
- Halobacterium trapanicum > Halorubrum trapanicum
- Halobacterium vallismortis > Haloarcula vallismortis
- Halobacterium volcanii > Halobacterium volcanii

## Leírása
A nem tagjai halofil mikroorganizmusok és extrém magas sótartalmú környezetben növekednek. Az eukarióta biológia egyes részeinek modelljéül is szolgálhat, például DNS-replikáció, transzkripció vagy transzláció. Összehasonlítva egy halofil genomot más prokariótákkal betekintést adhat a mikrobiális adaptációkhoz extrém körülmények között.
Pálcika alakúak. Az S-réteget egy kettős rétegű membrán lipid veszi körül ami sejtfelszíni glikoproteinből készül. Aminosavakkal nőnek aerob körülmények között. A citoplazmáját ozmotikus egyensúlyban tartja a hipersós környezetével, a sejtben magas kálium koncentráció van, ezt sok aktív transzporterrel tartja fent.
A nem sok faja tagja gáz vezikulumokkal rendelkezik.

## Genom szerkezetük
A Halobacterium NRC-1 genomja 2571010 bázispárt tartalmaz, egy nagy kromoszómából és két kisebb plazmidból áll: a nagy kromoszóma 2014239 bázispár, a két kisebb plazmidból az egyik 191346 bázispár, a másik 365425 bázispár hosszú. Míg sokkal kisebbek mint a nagy kromoszóma, a két plazmid teszi ki a 91 inszerciós szekvencia nagy részét, és tartalmaz olyan géneket mint a DNS-polimeráz, a hét transzkripciós faktor, a kálium és foszfát felvevő gének, és sejtosztódás. A genom sok G+C párt tartalmaz, a nagy kromoszómán 67,9%-ot, és 57,9%, illetve 59,2% a két plazmidon. A genom 91 inszerciós szekvencia elemet tartalmaz, amik 12 családot alkotnak. 29 van a pNRC100 plazmidon, 40 a pNRC200 plazmidon, és 22 a nagy kromoszómán. Ez segít megmagyarázni a Halobacteriában megfigyelt genetikai plaszticitást.

## Anyagcseréjük
Bár a Halobacterium NRC-1 tartalmaz glükóz lebontó géneket, és egy zsírsav oxidáció útvonal enzimjeinek génjeit, de úgy látszik nem képes használni ezeket energiaforrásokként.

## Ökológia
Fajai megtalálhatóak a nagyon sós tavakban például a Nagy Sóstóban, a Holt-tengerben, a Magadi-tóban. A vízben a fényérzékeny pigmentje a bakteriorodopszin által lehet azonosítani, amely nem csak kémiai energiát ad neki, de vöröses árnyalatot is ad. Az optimális hőmérséklet a növekedéshez 37 °C-on volt megfigyelhető.
Egy érdekes megjegyzés a Halobacteria egy életforma jelölt a jelenlegi Marson. Egy túléléssel kapcsolatos probléma a Marson a destruktív ultraibolya fény. Ezek a mikroorganizmusok kifejlesztettek egy vékony sókérget, hogy mérsékeljék az ultraibolya fényt. A nátrium-klorid a leggyakoribb só, és a klorid sók átlátszatlanok a rövidhullámú ultraibolya fénynek. A fotoszintetikus pigmentjük a bakteriorodopszin átlátszatlan a hosszabb hullámhosszú ultraibolya fénynek (a vörös színnek). Emellett termelnek bakterioruberint úgy gondolják, hogy megvédje a sejteket az ultraibolya fény okozta károsodástól.Az akadály amit Halobacteriumnak szükséges hogy leküzdjön hogy képes legyen nőni alacsony hőmérsékleten feltehetően rövid időtartam alatt amikor egy vízmedence folyékony.

## Rekombináció és a párosodás
A  Halobacterium NRC-1 UV-sugárzása számos gén terméket indukál amik részt vesznek a homológ rekombinációban. Például egy homológja a rad51/recA génnek, ami egy kulcsszerepet játszik a rekombinációban, 7-szeresen indukált UV által. A homológ rekombináció megmentheti az elakadt replikációs villát és/vagy elősegíti a DNS-károsodás rekombinációs javítását. A természetes élőhelyén a homológ rekombináció valószínűleg a napfényben jelenlevő UV-sugárzás által indukált.
A Halobacterium volcaniinak van egy jellegzetes párosodási rendszere, amiben a sejtek között citoplazmatikus hidak jelennek meg hogy  DNS-transzferhez használják őket egyik sejttől a másikig. A Halorubrum vad populációiban a genetikai csere és rekombináció gyakran fordul elő. Ez a csere a szexuális kölcsönhatás egy primitív formája lehet hasonló a jobban tanulmányozott bakteriális transzformációra ami szintén egy folyamata DNS átadásnak a sejtek között ami homológ rekombinációs DNS-károsodás javításhoz vezet.

### Tudományos folyóiratok
- DasSarma, S., B.R. Berquist, J.A. Coker,  P. DasSarma, J.A. Müller. 2006. Post-genomics of the model haloarchaeon Halobacterium sp. NRC-1. Saline Systems 2:3. Archiválva 2011. október 2-i dátummal a Wayback Machine-ben
- Judicial, Commission of the International Committee on Systematics of Prokaryotes: (2005). „The nomenclatural types of the orders Acholeplasmatales, Halanaerobiales, Halobacteriales, Methanobacteriales, Methanococcales, Methanomicrobiales, Planctomycetales, Prochlorales, Sulfolobales, Thermococcales, Thermoproteales and Verrucomicrobiales are the genera Acholeplasma, Halanaerobium, Halobacterium, Methanobacterium, Methanococcus, Methanomicrobium, Planctomyces, Prochloron, Sulfolobus, Thermococcus, Thermoproteus and Verrucomicrobium, respectively. Opinion 79”. Int. J. Syst. Evol. Microbiol. 55 (Pt 1), 517–518. o. DOI:10.1099/ijs.0.63548-0. PMID 15653928.
- Oren A, Ventosa A (2000). „International Committee on Systematic Bacteriology Subcommittee on the taxonomy of Halobacteriaceae. Minutes of the meetings, 16 August 1999, Sydney, Australia”. Int. J. Syst. Evol. Microbiol. 50, 1405–1407. o. PMID 10843089.

### Tudományos könyvek
- DasSarma, S. 2004. Genome sequence of an extremely halophilic archaeon, in Microbial Genomes, pp. 383–399, C.M. Fraser, T. Read, and K.E. Nelson (eds.), Humana Press, Inc, Totowa, NJ.
- Lynn Margulis, Karlene V.Schwartz, Five Kingdoms. An Illustrated Guide to the Phyla of Life on Earth (W.H.Freeman, San Francisco, 1982) pp. 36–37
- Gibbons, NE.szerk.: RE Buchanan and NE Gibbons, eds.: Family V. Halobacteriaceae fam. nov., Bergey's Manual of Determinative Bacteriology, 8th, Baltimore: The Williams & Wilkins Co. (1974. március 20.)
- Elazari-Volcani, B.szerk.: RS Breed, EGD Murray, and NR Smith, eds.: Genus XII. Halobacterium Elazari-Volcani, 1940, Bergey's Manual of Determinative Bacteriology, 7th, Baltimore: The Williams & Wilkins Co., 207–212. o. (1957. március 20.)
- Elazari-Volcani, B (1940). „Studies on the microflora of the Dead Sea”, 1–116 and i–xiii. o, Kiadó: Doctoral dissertation, Hebrew University, Jerusalem.

### Tudományos adatbázisok
- Halobacterium PubMed hivatkozásai
- Halobacterium PubMed Central hivatkozásai
- Halobacterium Google Scholar hivatkozásai